# كوفيديان
كوفيديان (بالإنجليزية: Covidien)‏، شركة منتجات رعاية صحية عالمية مقرها إيرلندا ومُصنِّعة للأجهزة والمستلزمات الطبية. أصبحت كوفيديان شركة مستقلة متداولة علنا بعد أن انطلقت من شركة تايكو الدولية في عام 2007. تم شراؤها من قبل شركة ميدترونيك في صفقة تم إغلاقها في عام 2015. يقع المقر الرئيسي للشركة المدمجة الآن في أيرلندا، حيث يوجد مقر شركة كوفيديان.

## تاريخ
تأسست الشركة عبر انفصال شركة تايكو الدولية عن أعمالها في مجال الرعاية الصحية.
في عام 2012، استحوذت الشركة على شركة Newport Medical Instruments، وهي مورد لتصنيع أجهزة التنفس الصناعي.
في أكتوبر 2013، باعت الشركة خط الإنتاج Confluent Surgical مقابل 235 مليون دولار لشركة Integra LifeSciences ‏، بما في ذلك منتجات DuraSeal و VascuSeal و SprayShield.
في يناير 2014، استحوذت على WEM Electronic Equipment، ومقرها في ريبيراو بريتو، البرازيل.
في يونيو 2014، تم الاستحواذ على شركة كوفيديان من قبل شركة ميدترونيك مقابل 42.9 مليار دولار.

## روابط خارجية
- الموقع الرسمي